# Davide Chiumiento
Davide Chiumiento (Heiden, 22 novembre 1984) è un ex calciatore svizzero, di ruolo centrocampista.

## Carriera

### Club

Chiumiento (accosciato, secondo da destra) nella squadra Primavera della Juventus vincitrice del Torneo di Viareggio 2004

Cresciuto nelle giovanili della Juventus, fa il suo esordio in prima squadra il 29 febbraio 2004, debuttando in Serie A nella vittoria 3-0 contro l'Ancona e dopo pochi giorni anche in Champions League il 9 marzo contro il Deportivo La Coruña. La stagione successiva passa in prestito al Siena, dove totalizza 14 gare e il primo – e unico – gol in Serie A, contro il Messina.
Terminata la stagione toscana, nel 2005 si trasferisce al Le Mans, squadra di Ligue 1 francese, con cui però delude le aspettative, realizzando una sola rete contro l'Olympique de Marseille. La stagione successiva torna in Svizzera nelle file dello Young Boys, ma solo nella stagione 2007-08 trova un posto da titolare con la maglia del Lucerna, squadra con cui firma un contratto triennale nel giugno del 2007, disputando 34 gare con 2 reti, 30 gare con 4 reti e 24 gare con 11 rispettivamente nella prima, seconda e terza stagione nel Lucerna.
Nell'agosto 2010 si trasferisce in Canada, venendo ceduto a parametro zero ai Whitecaps, squadra di Vancouver. Nel 2012 fa ritorno in Svizzera, siglando un contratto con la squadra dello Zurigo con cui chiuderà la carriera all'età di 33 anni.

### Nazionale
Convocabile anche nelle nazionali italiane, ha fatto parte della nazionale Under-21 svizzera, con cui ha disputato gli Europei di categoria del 2004. Il 26 febbraio 2010 il CT della nazionale maggiore, Ottmar Hitzfeld, lo convoca per la prima volta in occasione della partita amichevole del 3 marzo contro l'Uruguay a San Gallo, durante la quale veste per la prima ed unica volta la maglia rossocrociata.

## Statistiche
Statistiche aggiornate al 15 febbraio 2017.
| Stagione                   | Squadra                    | Campionato                 | Campionato | Campionato | Coppe nazionali | Coppe nazionali | Coppe nazionali | Coppe continentali | Coppe continentali | Coppe continentali | Altre coppe | Altre coppe | Altre coppe | Totale | Totale |
| Stagione                   | Squadra                    | Comp                       | Pres       | Reti       | Comp            | Pres            | Reti            | Comp               | Pres               | Reti               | Comp        | Pres        | Reti        | Pres   | Reti   |
| -------------------------- | -------------------------- | -------------------------- | ---------- | ---------- | --------------- | --------------- | --------------- | ------------------ | ------------------ | ------------------ | ----------- | ----------- | ----------- | ------ | ------ |
| 2003-2004                  | Juventus                   | A                          | 1          | 0          | CI              | 0               | 0               | UCL                | 1                  | 0                  | -           | -           | -           | 2      | 0      |
| 2004-2005                  | Siena                      | A                          | 14         | 1          | CI              | 2               | 0               | -                  | -                  | -                  | -           | -           | -           | 16     | 1      |
| 2005-2006                  | Le Mans                    | L1                         | 18         | 1          | CdL             | 4               | 0               | -                  | -                  | -                  | -           | -           | -           | 22     | 1      |
| 2006-2007                  | Young Boys                 | SL                         | 18         | 1          | CS              | 3               | 1               | -                  | -                  | -                  | -           | -           | -           | 21     | 2      |
| 2007-2008                  | Lucerna                    | SL                         | 35         | 3          | CS              | 3               | 3               | -                  | -                  | -                  | -           | -           | -           | 38     | 4      |
| 2008-2009                  | Lucerna                    | SL                         | 30+2       | 4+1        | CS              | 2               | 0               | -                  | -                  | -                  | -           | -           | -           | 34     | 5      |
| 2009-2010                  | Lucerna                    | SL                         | 24         | 11         | CS              | 3               | 0               | -                  | -                  | -                  | -           | -           | -           | 27     | 11     |
| Totale Lucerna             | Totale Lucerna             | Totale Lucerna             | 91         | 19         |                 | 8               | 3               |                    | -                  | -                  |             |             |             | 99     | 22     |
| 2010-2011                  | Vancouver Whitecaps        | MLS+NASL                   | 26+3       | 2+0        | CC              | 3               | 0               | -                  | -                  | -                  | -           | -           | -           | 32     | 2      |
| 2011-2012                  | Vancouver Whitecaps        | MLS                        | 16         | 0          | CC              | 4               | 0               | -                  | -                  | -                  | -           | -           | -           | 20     | 0      |
| Totale Vancouver Whitecaps | Totale Vancouver Whitecaps | Totale Vancouver Whitecaps | 45         | 2          |                 | 7               | 0               |                    | -                  | -                  |             | -           | -           | 52     | 2      |
| 2012-2013                  | Zurigo                     | SL                         | 18         | 2          | CS              | 3               | 3               | -                  | -                  | -                  | -           | -           | -           | 21     | 5      |
| 2013-2014                  | Zurigo                     | SL                         | 33         | 0          | CS              | 6               | 0               | UEL                | 2                  | 1                  | -           | -           | -           | 41     | 1      |
| 2014-2015                  | Zurigo                     | SL                         | 31         | 6          | CS              | 1               | 0               | UEL                | 7                  | 0                  | -           | -           | -           | 34     | 0      |
| 2015-2016                  | Zurigo                     | SL                         | 18         | 1          | CS              | 2               | 0               | UEL                | 1                  | 0                  | -           | -           | -           | 21     | 1      |
| 2016-2017                  | Zurigo                     | CL                         | 6          | 0          | CS              | 1               | 0               | UEL                | 0                  | 0                  | -           | -           | -           | 7      | 0      |
| Totale Zurigo              | Totale Zurigo              | Totale Zurigo              | 106        | 9          |                 | 13              | 3               |                    | 10                 | 1                  |             | -           | -           | 129    | 13     |
| Totale carriera            | Totale carriera            | Totale carriera            | 293        | 32         |                 | 37              | 7               |                    | 11                 | 1                  |             | -           | -           | 341    | 40     |

### Cronologia presenze e reti in nazionale
| Cronologia completa delle presenze e delle reti in nazionale ― Svizzera | Cronologia completa delle presenze e delle reti in nazionale ― Svizzera | Cronologia completa delle presenze e delle reti in nazionale ― Svizzera | Cronologia completa delle presenze e delle reti in nazionale ― Svizzera | Cronologia completa delle presenze e delle reti in nazionale ― Svizzera | Cronologia completa delle presenze e delle reti in nazionale ― Svizzera | Cronologia completa delle presenze e delle reti in nazionale ― Svizzera | Cronologia completa delle presenze e delle reti in nazionale ― Svizzera |
| Data                                                                    | Città                                                                   | In casa                                                                 | Risultato                                                               | Ospiti                                                                  | Competizione                                                            | Reti                                                                    | Note                                                                    |
| ----------------------------------------------------------------------- | ----------------------------------------------------------------------- | ----------------------------------------------------------------------- | ----------------------------------------------------------------------- | ----------------------------------------------------------------------- | ----------------------------------------------------------------------- | ----------------------------------------------------------------------- | ----------------------------------------------------------------------- |
| 3-3-2010                                                                | Losanna                                                                 | Svizzera                                                                | 1 – 3                                                                   | Uruguay                                                                 | Amichevole                                                              | -                                                                       | 46’                                                                     |
| Totale                                                                  |                                                                         | Presenze                                                                | 1                                                                       |                                                                         | Reti                                                                    | 0                                                                       |                                                                         |

## Palmarès

### Club

#### Competizioni nazionali
- Coppa Svizzera: 2

Zurigo: 2013-2014, 2015-2016
- Challenge League: 1

Zurigo: 2016-2017

#### Competizioni giovanili
- Torneo di Viareggio: 2

Juventus: 2003, 2004
- Coppa Italia Primavera: 1

Juventus: 2003-2004

### Individuale
- Capocannoniere del Torneo di Viareggio: 1

2004